# Качеута
Качеу́та (исп. Cacheuta) — курортный посёлок в аргентинской провинции Мендоса. Расположен в предгории Анд на высоте 1228 м над уровнем моря. К востоку от Качеуты, примерно в получасе езды, находится столица провинции — город Мендоса. Через посёлок протекает река Мендоса и проходит провинциальное шоссе № 82. Панамериканское шоссе проложено несколько южнее, и с тех пор, как в 1984 г. прекратилось движение по Трансандинской железной дороге, Качеута лежит вне трансокеанского транспортного коридора. Известен посёлок своими геотермальными источниками.

## История
В 1891 г. в посёлок провели железную дорогу из Мендосы и вскоре открыли на ней пассажирское движение. Здешние геотермальные источники оказались привлекательными на фоне курортного бума начала XX столетия, и в 1904 г. в Качеуте построили бальнеологическую гостиницу. Здание возвели на горном склоне, а чуть ниже него, над самой рекою, оборудовали купальни. Железнодорожная станция располагалась на каменной эстакаде рядом с курортом, и пассажиры, спустившись по ступеням с перрона, сразу же оказывались на гостиничной территории. Их багаж в это время спускали на лифте, стилизованном под итальянского вида колокольню. Помимо термальных вод отдыхающим предлагался набор экскурсий и самых разнообразных развлечений.
В таком виде курорт просуществовал до 1934 г., когда был сметён горной лавиной и более не восстановлен. От заведения осталась только колокольня с заброшенным лифтовым механизмом и расположенная рядом эстакада с железнодорожной станцией.
В 1986 г., через два года после окончательной остановки движения по железной дороге, на месте разрушенного курорта начали возводить новый — меньшего размера и более демократичный. Он находится ближе к реке и располагает множеством бассейнов, где воды сильно варьируют по температуре. Плотина, возведённая в Потрерильосе, защищает вновь отстроенный гостиничный комплекс от горных лавин, но — одновременно — закрывает западный подъезд к курорту, в который теперь можно попасть только с востока — из Мендосы.